# Witte nacht

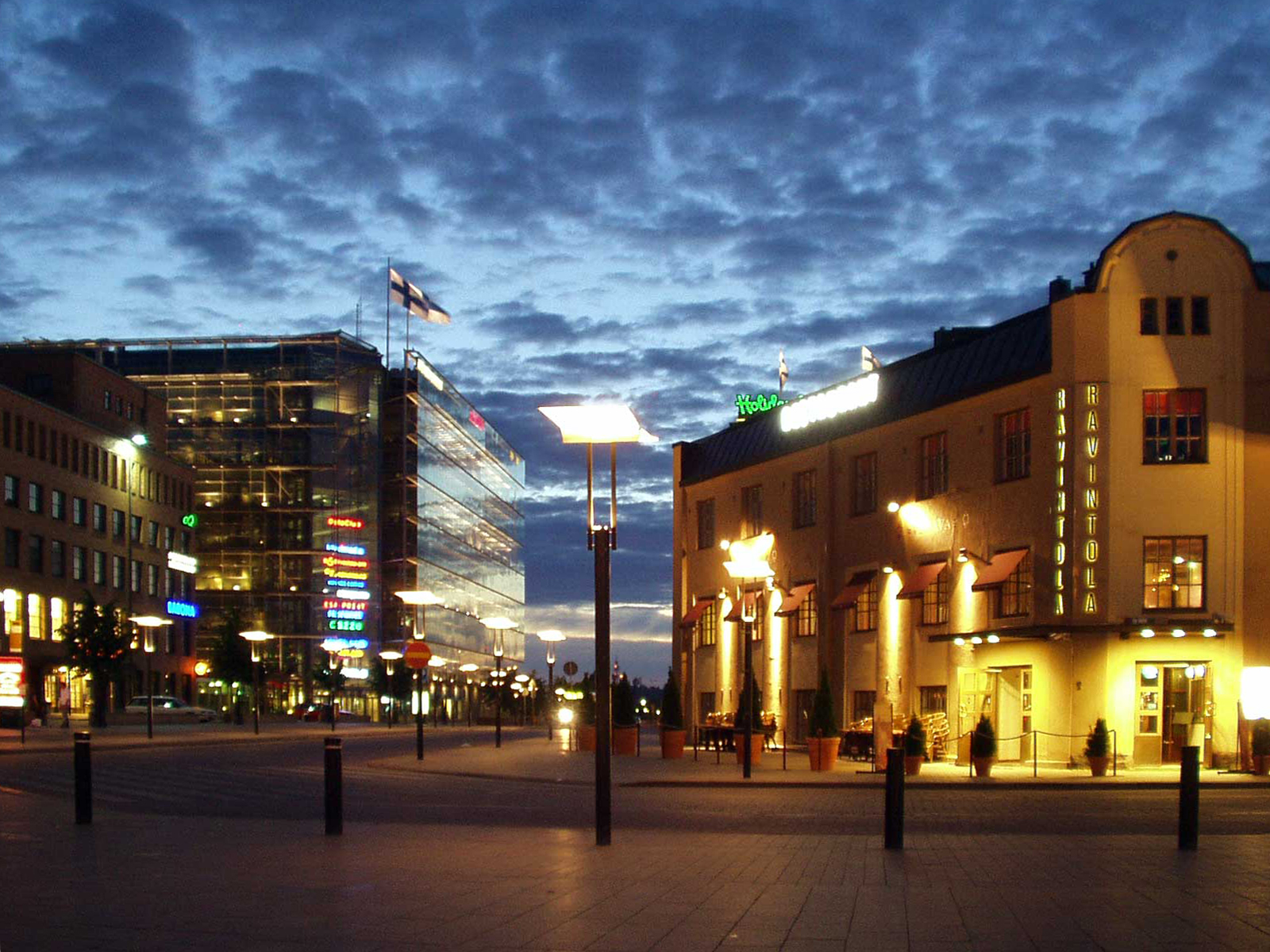
Een witte nacht in Helsinki

Een witte nacht is een nacht waarin het niet volledig donker wordt. 
Zulke nachten komt men tegen op plaatsen die 60 graden of meer ten noorden of ten zuiden van de evenaar liggen. Hierdoor zakt de zon gedurende een bepaalde periode van het jaar niet ver genoeg achter de horizon weg om volledige duisternis mogelijk te maken. Men kan de dagelijkse activiteiten zoals lezen dan vaak 's nachts voortzetten zonder een kunstmatige lichtbron te gebruiken.
De Russische stad Sint-Petersburg staat bekend om de witte nachten. De periode van mei en juni heeft heldere nachten, maar de echte witte nachten duren van 11 juni tot 2 juli.
Witte nachten worden als romantisch beschouwd, maar kunnen ook melancholische gevoelens oproepen. In die context is een witte nacht in Sint-Petersburg beschreven in het nummer Belaja Notsj ("witte nacht") van de rockgroep DDT.